# Puerto del Rostro (Aldeadávila)
El puerto del Rostro o puerto de la playa del Rostro es un puerto  de montaña, situado al noroeste de la provincia  de Salamanca, teniendo su inicio junto al límite con Portugal.

## Situación
Tiene su inicio a 304 metros de altitud, en el paraje de la playa del Rostro, junto al río Duero, elevándose desde ahí hasta los 679 metros de altitud en la localidad de Aldeadávila de la Ribera, subiendo por tanto un desnivel de casi 400 metros. Todo el itinerario del puerto forma parte del parque natural de Arribes del Duero.